# Hyostomodes extrusilinea
Hyostomodes extrusilinea är en fjärilsart som beskrevs av Louis Beethoven Prout 1925. Hyostomodes extrusilinea ingår i släktet Hyostomodes och familjen mätare. Inga underarter finns listade i Catalogue of Life.